# 長門峡駅

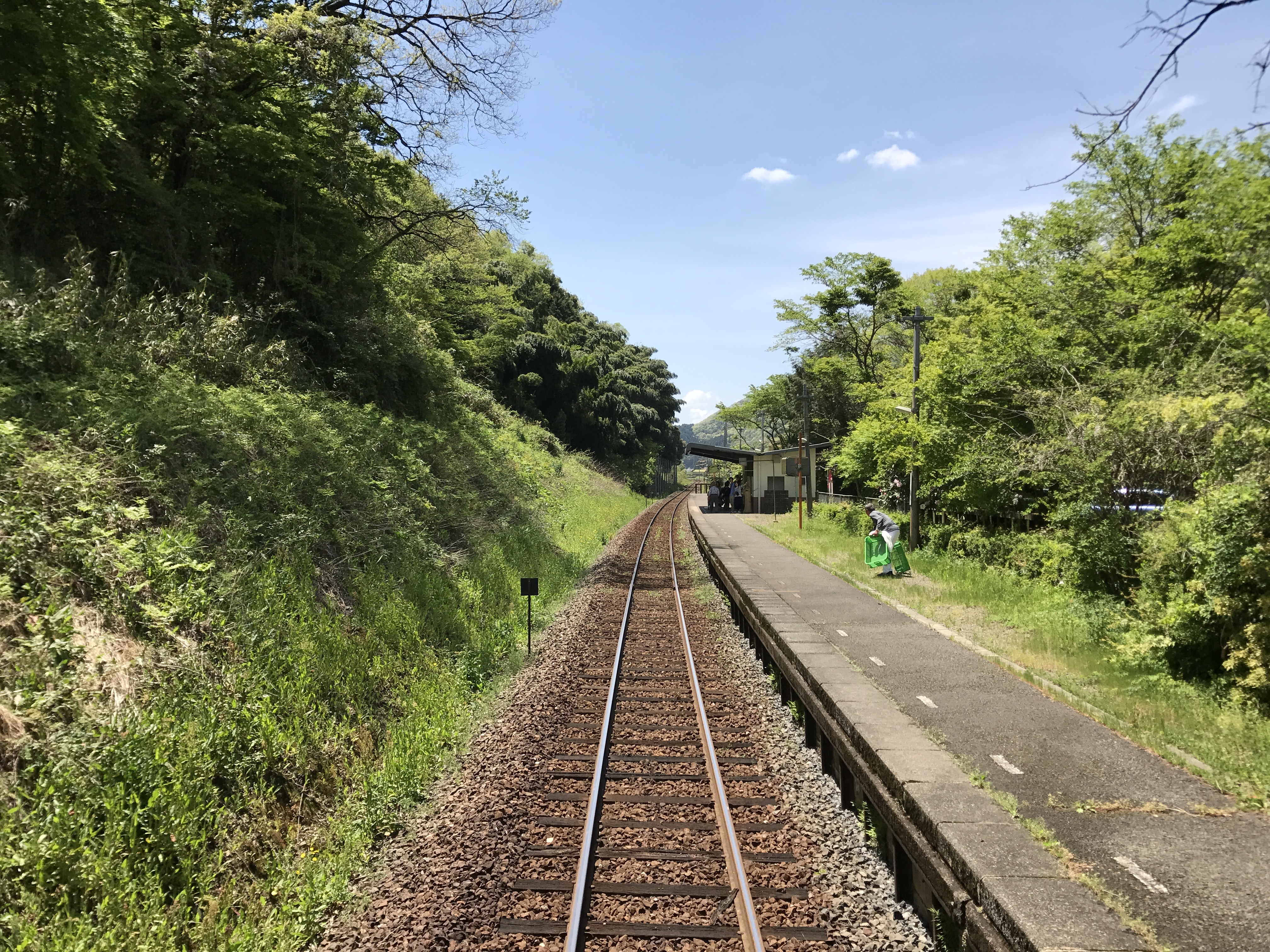
構内（2017年5月）

長門峡駅（ちょうもんきょうえき）は、山口県山口市阿東生雲東分字御堂原にある、西日本旅客鉄道（JR西日本）山口線の駅である。

## 歴史
- 1922年（大正11年）4月29日：鉄道省山口線篠目駅 - 三谷駅間に、仮乗降場として新設[1]。
- 1928年（昭和3年）7月18日：正式な駅に昇格[1]。
- 1932年（昭和7年）8月15日：貨物取扱開始（一般駅化）[2]。
- 1960年（昭和35年）3月20日：貨物取扱廃止、（旅客駅化）[2]。
- 1971年（昭和46年）8月10日：荷物扱い廃止[3]、無人駅化[4][5]。
- 1987年（昭和62年）4月1日：国鉄分割民営化に伴い、JR西日本に移管[6]。

## 駅構造
益田方面に向かって左側に単式ホーム1面1線を有する地上駅（停留所）。
新山口駅管理の無人駅。ホームに面して小さな駅舎がある。自動券売機等の設備は無い。

## 利用状況
近年の1日平均乗車人員の推移は以下の通り。
| 乗車人員推移 | 乗車人員推移 |
| 年度         | 1日平均人数  |
| ------------ | ------------ |
| 1999         | 31           |
| 2000         |              |
| 2001         | 23           |
| 2002         | 24           |
| 2003         | 26           |
| 2004         | 23           |
| 2005         | 18           |
| 2006         | 22           |
| 2007         | 19           |
| 2008         | 22           |
| 2009         | 19           |
| 2010         | 14           |
| 2011         | 17           |
| 2012         | 13           |
| 2013         | 11           |
| 2014         | 12           |
| 2015         | 13           |
| 2016         | 11           |
| 2017         | 8            |
| 2018         | 8            |
| 2019         | 12           |
| 2020         | 11           |
| 2021         | 11           |
| 2022         | 9            |

## 駅周辺
- 長門峡
- 篠生郵便局
- 国道9号
- 山口県道293号萩長門峡線：洗心橋（篠目川）を渡ると車道が途切れ、「長門峡遊歩道」に変わる。
- 道の駅長門峡
- 阿武川
- 篠目川

## 隣の駅
※臨時快速「SLやまぐち号」の隣の停車駅は列車記事を参照のこと。
西日本旅客鉄道（JR西日本）
■山口線
篠目駅 - 長門峡駅 - 渡川駅